# Galenara glaucaria
Galenara glaucaria är en fjärilsart som beskrevs av Grossbeck 1912. Galenara glaucaria ingår i släktet Galenara och familjen mätare. Inga underarter finns listade i Catalogue of Life.